# Serolina delaria
Serolina delaria là một loài chân đều trong họ Serolidae. Loài này được Poore miêu tả khoa học năm 1987.